# Тауагаш
Тауагаш (каз. Тауағаш) — село в Есильском районе Северо-Казахстанской области Казахстана. Входит в состав Спасовского сельского округа. Находится примерно в 36 км к западу от села Явленка, административного центра района, на высоте 134 метров над уровнем моря. Код КАТО — 594256500.

## Население
В 1999 году численность населения села составляла 617 человек (322 мужчины и 295 женщин). По данным переписи 2009 года, в селе проживало 416 человек (225 мужчин и 191 женщина).